# Igor Sysojev
Igor Vladimirovitsj Sysojev (Russisch: Игорь Владимирович Сысоев) (Sint-Petersburg, 5 september 1980 – Taman, 12 mei 2024) was een Russisch triatleet.
Sysojev deed in 2004 mee aan de Olympische Spelen van Athene. Hij behaalde een 15e plaats in een tijd van 1:53.51,37. Vier jaar later behaalde hij op de Olympische Spelen van Peking een negende plaats in 1:49.59,38. 
Hij was aangesloten bij DYuSSh Ozerki in Moskou. 
Sysojev overleed op 12 mei 2024 op 43-jarige leeftijd door een verkeersongeval.

## Palmares

### triatlon
- 2004: 15e Olympische Spelen in Athene - 1:53.51,37
- 2005: 10e ETU Europese beker wedstrijd in Alanya
- 2005: 31e WK olympische afstand in Gamagōri - 1:52.20
- 2006: 10e EK olympische afstand
- 2006: 24e WK olympische afstand in Lausanne - 1:54.48
- 2008: 9e Olympische Spelen in Peking - 1:49.59,38